# Manuel González Prada
Manuel González Prada, właśc. Jose Manuel de los Reyes González de Prada y Ulloa (ur. 5 stycznia 1848 w Limie, zm. 22 lipca 1918 tamże) – peruwiański eseista, poeta, polityk i działacz anarchistyczny. Jest znany jako krytyk społeczny, który pomógł rozwinąć peruwiańską myśl intelektualną na początku XX wieku, a także styl akademicki znany jako modernismo.

## Życiorys
W 1891 założył małą inteligencką partię Unión Nacional skupiającą liberalną lewicę i anarchistów (sam skłaniał się ku poglądom anarchistycznym). Jako świetny polemista i pamflecista występował przeciwko korupcji, władzy Kościoła katolickiego, niesprawiedliwości społecznej, wpływom Hiszpanii i USA oraz krytykował polityczną i intelektualną stagnację. W swoich pismach domagał się poprawy sytuacji Indian i ich integracji z resztą Peruwiańczyków, był prekursorem indygenizmu w Peru. W 1886 założył Limeńskie Koło Literackie, na czele którego działał na rzecz rozwoju narodowej literatury Peru. Tomy jego esejów politycznych (wydany w 1894 na wygnaniu w Paryżu Páginas Libres i Horas de lucha (1908) wywarły wpływ na poglądy Haya de la Torre i Mariátegui. Jego poezja była tworzona pod wpływem dzieł Goethego i Schillera i współczesnych mu prądów literackich (impresjonizmu i modernizmu), m.in. Minúsculas (1901) i Exóticas (1911).